# Иванов, Олег Николаевич
Оле́г Никола́евич Ивано́в (род. 12 августа 1948, Конотоп, Сумская область) — советский футболист, российский мини-футбольный тренер. Главный тренер сборной России по мини-футболу в 2003—2008 годах.

## Биография
Начинал футбольную карьеру в московском «Динамо», где на протяжении нескольких лет являлся дублёром Льва Яшина. В 1966 году в составе сборной СССР поехал на чемпионат Европы среди юношей до 19 лет и стоял на воротах в финальном матче. Сумев оставить свои ворота в неприкосновенности, помог сборной выиграть чемпионский титул (он был разделён со сборной Италии, так как матч окончился со счётом 0:0, а послематчевые пенальти тогда не практиковались). В следующем году он стал обладателем ещё одного трофея — Кубка СССР.
Почти не играя в составе московского «Динамо», Иванов перешёл в другое «Динамо» — горьковское. Затем несколько лет выступал за барнаульское «Динамо» и томское «Торпедо», после чего завершил карьеру.
В конце стал заниматься мини-футболом. Принимал участие в его продвижении в СССР. В 1991 году занял должность начальника сборной СССР по мини-футболу. После нескольких лет работы в мини-футбольной ассоциации перешёл на тренерскую работу. Возглавив московский клуб «Интеко», вывел его в высшую лигу, затем тренировал молодёжную сборную России, а в 2003 году возглавил первую сборную страны. Возглавлял сборную России на двух чемпионатах Европы: в 2005 году он выиграл с ней серебро, а в 2007 году — бронзу. Также он возглавлял сборную на Чемпионате мира 2008 года, после чего передал должность Сергею Скоровичу.
Затем возглавил дубль щёлковского клуба «Спартак-Щёлково».
15 июля 2011 г. успешно защитил кандидатскую диссертацию с присуждением ученой степени кандидата педагогических наук. С января 2017 г. — доцент кафедры футбола и хоккея МГАФК.

## Достижения
Игровая карьера
- Чемпион Европы среди юношей до 19 лет 1966
- Обладатель Кубка СССР 1967

Тренерская карьера
- Серебряный призёр Чемпионата Европы по мини-футболу 2005
- Бронзовый призёр Чемпионата Европы по мини-футболу 2007
- Полуфиналист Чемпионата мира по мини-футболу 2008